# یاهودوو
یاهودوو (به چکی: Jahodov) یک منطقهٔ مسکونی در جمهوری چک است که در ناحیه ریخنوف ناد کنیژنوو واقع شده‌است.